# Gösta Klemming
Carl Gustaf „Gösta” Klemming (ur. 6 stycznia 1920, zm. 25 czerwca 2000) – szwedzki lekkoatleta, sprinter, medalista mistrzostw Europy z 1938.
Zdobył srebrny medal w sztafecie 4 × 100 metrów (w składzie: Klemming, Åke Stenqvist, Lennart Lindgren i Lennart Strandberg) na mistrzostwach Europy w 1938 w Paryżu. Sztafeta szwedzka ustanowiła wówczas rekord swego kraju czasem 41,1, s.
Był mistrzem Szwecji w sztafecie 4 × 100 metrów w 1940.